# Cypern ved sommer-OL 2024
Cypern deltog i sommer-OL 2024 i Paris, Frankrig fra 26. juli til 11. august 2024.
Udøvere for Cypern vandt én medalje.

## Medaljer
| 2024 Paris | Guld | Sølv | Bronze | Total |
| Cypern     | 0    | 1    | 0      | 1     |

### Medaljevinderne
| Cypern under sommer-OL 2024 i Paris | Cypern under sommer-OL 2024 i Paris | Cypern under sommer-OL 2024 i Paris | Cypern under sommer-OL 2024 i Paris | Cypern under sommer-OL 2024 i Paris |
| Medalje                             | Navn                                | Sport                               | Event                               | Dato                                |
| ----------------------------------- | ----------------------------------- | ----------------------------------- | ----------------------------------- | ----------------------------------- |
| Sølv                                | Pavlos Kontides                     | Sejlsport                           | Mændenes ILCA 7                     | 7. august                           |